# Rivière de la Grande-Anse
La rivière de la Grand-Anse est un cours d'eau qui coule à Haïti dans le département de Grand'Anse et l'arrondissement de Jérémie. Elle rejoint le golfe de la Gonâve juste à l'Est de la ville de Jérémie.

## Géographie
La rivière de la Grande-Anse prend sa source dans les contreforts du massif de la Hotte à l'ouest de la péninsule de Tiburon. Le cours d'eau se dirige vers le nord et s'écoule sur le flanc oriental de la ville de Jérémie qu'elle longe avant de se jeter dans le golfe de la Gonâve. 

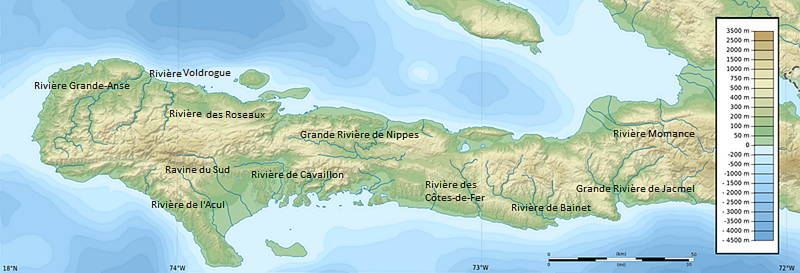
La rivière Grande-Anse dans la péninsule de Tiburon à Haïti

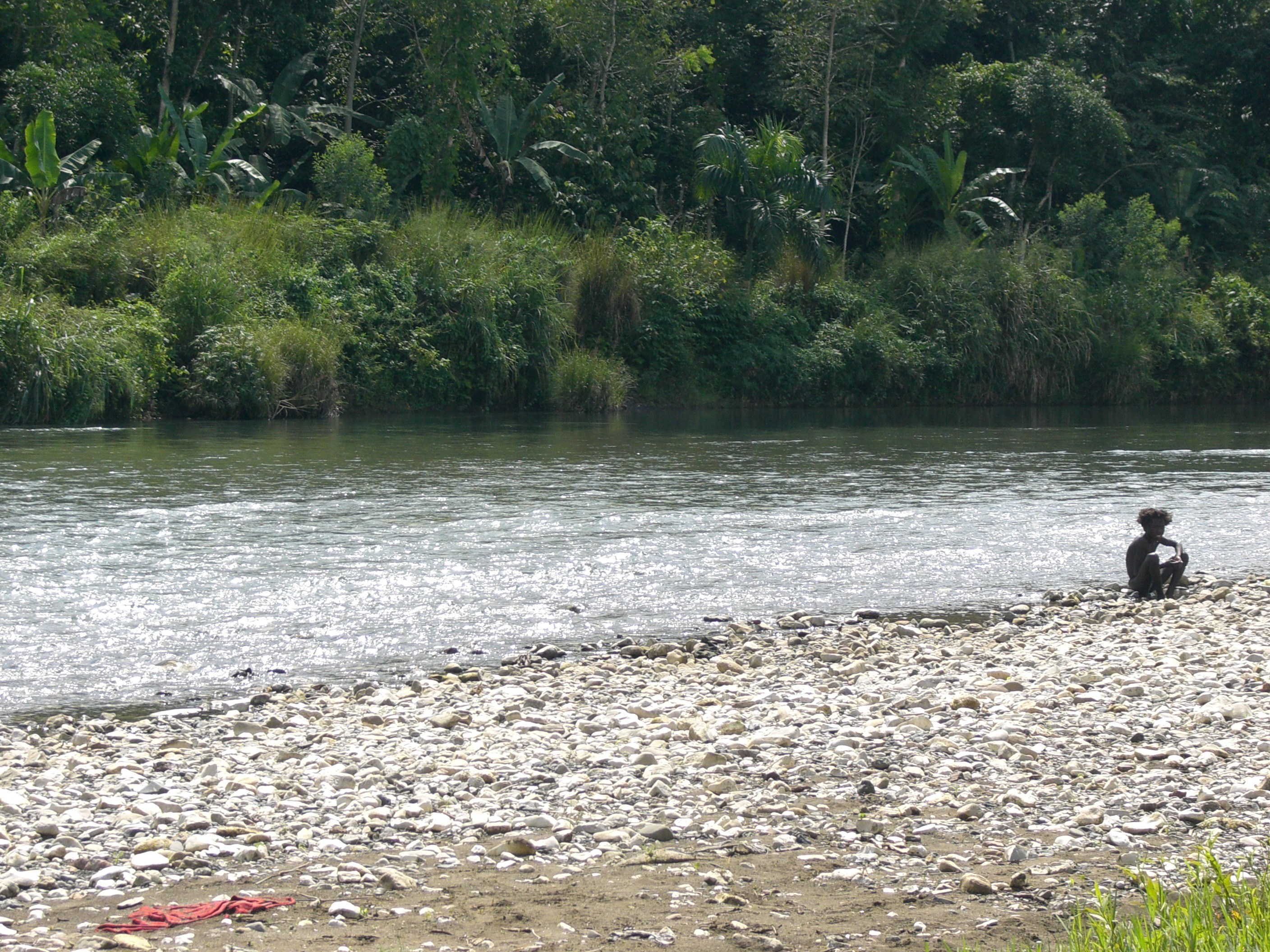
Végétation luxuriante le long des berges de la rivière de la Grande-Anse.